# 河棲真鮡
河棲真鮡，為輻鰭魚綱鯰形目鮡科的其中一種，為熱帶淡水魚類，分布於亞洲印度恆河流域，體長可達15.5公分，棲息在河川沙底質底層水域，生活習性不明。

## 扩展阅读
維基物種上的相關：河棲真鮡